# 은하수를 여행하는 히치하이커를 위한 안내서의 기술
이 문서는 더글러스 애덤스가 쓴 코믹 SF 소설 《은하수를 여행하는 히치하이커를 위한 안내서》에 나오는 기술을 모은 문서이다.

## 모든 관점 보텍스
모든 관점 보텍스(Total Perspective Vortex)는 가상의 고문 기계이다. 이 기계는 지각있는 존재가 겪을 수 있는 가장 무시무시한 심리 고문이다.
보텍스 안에 들어가면, 상상도 할 수 없는 무한한 창조물 전체를 한 순간에 다 체험하게 된다. 그리고 그 안 어딘가에 아주 작은 표시가, 즉 현미경으로나 볼 수 있는 작은 점 위에 다시 현미경으로나 볼 수 있는 작은 점이 있는데, 거기에는 '너는 여기 있다'고 쓰여 있는 것이다.

프로그스타 월드 B에 위치한 이 기계는 트린 트라굴라가 균형 감각을 가지라고 바가지를 긁는 자신의 부인을 괴롭히기 위해 만들었다. 우주의 모든 물질 조각은 우주의 다른 물질 조각에 의해 어떤 식으로든 영향을 받는다는 공리를 이용해, 케이크 한 조각에서 추정해낸 현실 세계 전체를 가상현실로 보여준다. 트라굴라의 부인은 보텍스 안에서 무한한 우주 전체와 그 안에서 티끌에 새겨진 티끌보다 더 미미한 존재인 자기 자신을 바라본 충격으로 뇌가 파괴되어 버렸다.
아무도 프로그스타 월드 B에 발을 딛고 싶어하지 않기 때문에, 육체에서 분리된 마음인 피즈팟 가그르바르가 보텍스를 관리하고 있다.

## 무한 불가능 확률 추진
무한 불가능 확률 추진(Infinite Improbability Drive)은 가상의 우주선 추진 방식이다. 이 추진기는 자포드가 훔친 순수한 마음호에서 주요 추진원으로 사용된다. 무한 불가능 확률 추진기는 양자 역학에서 양자들의 작용을 기초로 하고 있다: 원자보다 작은 입자는 대부분 원자핵 가까이의 특정한 장소에 머물러 있는데, 그러나 여기에는 멀리서 발견할 수 있는 굉장한 작은 확률을 가지고 있다. 그러므로, 만약 충분한 확률을 조정할 수 있다면, 우주선은 다른 공간의 방해 없이 장소대 장소를 움직일 수 있다.(혹은 초공간이나 다른 물질에서 말이다.) 안내서에서는 이 추진방식에 대해서 이렇게 설명하고 있다.
무한 불가능 확률 추진
무한 불가능 확률추진은 항성간의 거리를 몇 초 안에 왔다갔다 할 수 있는, 지루하게 초공간을 이동하는 것보다 더 좋은 방법이다. 무한 불가능 확률 추진은 무한 불가능 확률에 도달하면, 거의 동시에 생각할 수 있는 우주에 있는 생각할 수 있는 점들을 지나게 된다. 다른말로, 당신은 끝내는거나, 당신이 거기 도착할때조차 당신은 확신할 수가 없다. 무한 불가능 확률 추진은 파티의 여흥을 돋우기 위해서 여주인의 속옷을 한발 옆으로 뛰게 만드는 불가능 확률 연구에 뒤따라서 나왔다. 많은 저명한 물리학자는 과학에 대한 모독이라며 참을 수 없어했다. 그러나 매우 중요한 이유는 그들이 그런 파티에 초대 받지 못했기 때문이다.

## 서브-에사
서브-에사(Sub-Etha)는 더글러스 애덤스가 쓴 SF 코미디인 은하수를 여행하는 히치하이커를 위한 안내서에 나오는 가상의 컴퓨터 네트워크이다. 서브-에사는 광대한 은하수 전체에서 쓰이는 모든 종류의 데이터 전송을 담당하는 통신 네트워크이다. 서브-에사는 우주선을 히치하이킹할 때 사용되기도 하고, 은하수를 여행하는 히치하이커를 위한 안내서를 브라우징하는데도 사용되고 있다.